# Aleksei Zimín
Aleksei Aleksàndrovitx Zimín (en rus: Алексей Александрович Зимин, transliterat internacionalmentː Alexei Zimin; Dubnà, óblast de Moscou, 13 de desembre de 1971 - Belgrad, Sèrbia, 13 de novembre de 2024) va ser un xef i periodista rus. El cuiner es va fer famós a Rússia amb el programa culinari "Preparem amb Alexei Zimin" (en rusː Готовим с Алексеем Зиминым) que es va transmetre en el canal rus NTV entre 2011 i 2022.
Hostil a l'expansionisme del seu país, Zimín s'exilià a Londres el 2014 després de la invasió russa de Crimea que va desembocar en l'annexió de Crimea a la Federació de Rússia. Hi va obrir un restaurant de cuina russa, ZIMA (o sigui "hivern" en rus).
Més tard, arran de la seva posició contrària i crítiques a la Invasió russa d'Ucraïna del 2022 a les xarxes socials, el programa fou anul·lat. El 13 de novembre del 2024 fou trobat mort a la seva cambra d'hotel a Belgrad, ja que havia anat a la capital de Sèrbia per a presentar-hi el seu darrer llibre, Anglomania.

## Obres
- Единицы условности (2008)
- Кухня рынка (2011)
- Кухня навсегда (2012)
- Кухня супермаркета (2013)
- Англомания (2024)[3][4][5]